# Outerbat
Outerbat (franska: Outerbat (CR), Outerbat (Commune Rurale), arabiska: املشيل) är en kommun i Marocko.   Den ligger i provinsen Midelt och regionen Drâa-Tafilalet, 260 km sydost om huvudstaden Rabat. Antalet invånare är 6 137.